# Нукулиды
Нукулиды (лат. Nuculidae) — семейство морских двустворчатых моллюсков из отряда Nuculida подкласса первичножаберных.
Раковины гладкие или же с концентрической или более сложной скульптурой, неравносторонние. Замок первично таксодонтный (ктенодонтный). Связка внутренняя, прикрепляется в ямке между двумя ветвями замка. Отпечатки переднего и заднего мускулов-замыкателей почти одинаковые по величине, иногда бывают дополнительные отпечатки. Мантийная линия цельная.
Обитают в грунте, неглубоко зарывшись в него. Питаются детритом. Распространены всесветно.
Семейство известно с ордовика. По данным 2013 года, включает 167 видов, не считая вымерших.

## Роды
- Acila H. Adams and A. Adams, 1858
- Adrana Adams and Adams, 1858
- Austronucula Powell, 1939
- Brevinucula Thiele, 1934
- Condylonucula D.R. Moore, 1977
- Ennucula Iredale, 1931
- Lamellinucula Schenck, 1944
- Leionucula Quenstedt, 1930 †
- Linucula Marwick, 1931
- Neonucula Lan & Lee, 2001
- Nucula[англ.] Lamarck, 1799
- Pronucula Hedley, 1902
- Sinonucula Xu, 1985

Роды, сведенные в синонимы:
- Lionucula Thiele, 1934 синоним Ennucula Iredale, 1931
- Nuculoma Cossmann, 1907 : синоним Ennucula Iredale, 1931
- Polyodonta Megerle von Mühlfeld, 1811 : синоним Nucula Lamarck, 1799